# Gospodarczy Bank Spółdzielczy w Strzelinie
Die Gospodarczy Bank Spółdzielczy w Strzelinie (Wirtschaftliche Genossenschaftsbank in Strehlen) ist eine polnische Genossenschaftsbank mit Hauptsitz in Strzelin. Die Bank ist Mitglied der Bankengruppe Spółdzielcza Grupa Bankowa. Der Vorsitzende der Bank ist Zdzisław Kozicki.
Die Bank wurde am 28. Oktober 1950 unter Namen Gminna Kasa Spółdzielcza w Strzelinie (Genossenschaftliche Gemeindekasse in Strzelin) gegründet. Am 9. April 1961 wurde die Bank in Bank Spółdzielczy w Strzelinie (Genossenschaftsbank in Strzelin) umbenannt. In den Jahren von 1975 bis 1991 war sie mit der Bank Gospodarki Żywnościowej vereinigt. Seit 1991 war die Bank in Gospodarczy Bank Południowo-Zachodni we Wrocławiu (Südwestliche Wirtschaftsbank in Wrocław) organisiert. 1996 wurde der Vertrag über Verband mit Dolnośląski Banki Regionalny we Wrocławiu (Niederschlesische Regionalbank in Wrocław) unterzeichnet. 1998 schloss sich die Bank mit Banken in Borów und Przeworno zusammen. 2012 wurde der Name der Bank in Wirtschaftliche Genossenschaftsbank in Strzelin geändert.
Am 30. Juni 2017 betrug die Bilanzsumme der Bank 379,9 Mio. Złoty (ca. 90,3 Mio. Euro).
Die Bank ist Generalsponsor des Skimarathons Ultrabiel im Bielengebirge.